# Zatrephus spinosus
Zatrephus spinosus är en skalbaggsart som beskrevs av Brongniart 1890. Zatrephus spinosus ingår i släktet Zatrephus och familjen långhorningar. Inga underarter finns listade i Catalogue of Life.